# Alexander af Oldenburg
Hertug Alexander Petrovitj af Oldenburg (født 2. juni 1844 i Sankt Petersborg, død 6. september 1932 i Biarritz i Frankrig) var den anden søn af Hertug Peter af Oldenburg og hans kone prinsesse Therese af Nassau-Weilburg. Selv om han havde en tysk titel og slægt, blev Alexander og hans søskende født og voksede op i Sankt Petersborg som barnebarn af storfyrstinde Katarina Pavlovna af Rusland.

## Eksterne links
- Wikimedia Commons har flere filer relateret til Alexander af Oldenburg